# Péter Ernő
Péter Ernő, 1948-ig Péterfreund (Polgár, 1914. március 12. – Budapest, 1973. szeptember 19.) pedagógus, szakszervezeti vezető.

## Élete
Péterfreund Zsigmond (1885–?) kereskedő és Kesztenbaum Debóra (1887–?) gyermekeként született zsidó családban. A Nyíregyházi Községi Jókai Mór Polgári Fiúiskola tanulója volt. Felsőfokú tanulmányait az Országos Izraelita Tanítóképző Intézetben végezte, ahol 1934-ben tanítói oklevelet szerzett. 1935 és 1937 között Szabolcs vármegyében helyettesként tanított, majd Nagyhalászon és Nyíregyházán oktatott. A második világháború alatt munkaszolgálatot teljesített.
A háború után a nyíregyházi izraelita elemi népiskola igazgatójának választották, és belépett a Magyar Kommunista Pártba. 1949 és 1954 között a Pedagógusok Szakszervezetének osztályvezetőjeként működött, majd 1954 és 1957 között a Szakszervezetek Országos Tanácsának (SZOT) főelőadója és 1958-tól haláláig a Pedagógusok Szakszervezetének főtitkára volt. Részt vett a Magyar Pedagógiai Társaság életre hívásában (1967), az V. Nevelésügyi Kongresszus megrendezésében (1970). 1958-tól tagja volt a SZOT elnökségének és 1962-től 1966-ig az MSZMP Központi Bizottságának.
Házastársa Lichtmann Irma volt, Lichtmann Gáspár és Rothmann Helén lánya, akit 1941. október 11-én Rákosszentmihályon vett nőül. Felesége házasságkötésüket követően Lakatosra magyarosította családnevét.
A Farkasréti temetőben helyezték nyugalomra.

## Művei
- Földbérlő szövetkezetek a magyar földbirtokpolitika szolgálatában (Budapest, 1940)
- A magyarság szabadságharca 48-ban és ma (Budapest, 1943)
- A népfőiskola jövője (Budapest, 1944)
- Neveléstörténet és szocialista pedagógia (társszerzővel, Budapest, 1968)
- Kemény Gábor mozgalmi és (művelődés) politikai tevékenysége (Budapest, 1969)
- Az iskola szerepe a társadalmi mobilitás biztosításában (tanulmány, szerk., Budapest, 1971)
- A szocialista közoktatásért. Beszédek és írások (Budapest, 1974)

## Díjai, elismerései
- Szocialista Munkáért érdemérem (1954)[12]
- Munka Érdemrend (1960)[13]
- Munka Érdemrend arany fokozata (1964; 1970; 1973)[14][15][16]
- Szakszervezeti Munkáért arany fokozata (1968)[17]